# 西之表市立下西小学校
西之表市立下西小学校（にしのおもてしりつしもにししょうがっこう 英語: Shimonishi Elementary School）は、鹿児島県西之表市にある市立小学校。